# Phaeoura perfidaria
Phaeoura perfidaria är en fjärilsart som beskrevs av Barnes och Mcdunnough 1917. Phaeoura perfidaria ingår i släktet Phaeoura och familjen mätare. Inga underarter finns listade i Catalogue of Life.